# 岑彭
岑 彭（しん ほう、? - 35年）は、後漢の武将。字は君然（くんぜん）。南陽郡棘陽県（河南省新野県）の人（『後漢書』列伝7・本伝）。光武帝の功臣であり、「雲台二十八将」の第6位に序せられる（『後漢書』列伝12）。

## 略歴
| 姓名           | 岑彭                                                                               |
| 時代           | 新代 - 後漢時代                                                                    |
| 生没年         | 生年不詳 - 35年（建武11年）                                                        |
| 字・別号       | 君然（字）                                                                         |
| 本貫・出身地等 | 荊州南陽郡棘陽県                                                                   |
| 職官           | 棘陽県長〔新〕→淮陽都尉〔更始〕 →潁川太守〔更始〕→廷尉〔後漢〕 →征南大将軍〔後漢〕 |
| 爵位・号等     | 帰徳侯〔更始→後漢〕 →舞陰侯〔後漢〕→舞陰壮侯〔没後〕                               |
| 陣営・所属等   | 王莽→更始帝→光武帝（劉秀）                                                         |
| 家族・一族     | 子：岑遵 岑淮                                                                      |

王莽の為政下では棘陽県長で、漢兵が棘陽県を降すと、家族を率いて宛の前隊大夫（新制における南陽郡の太守）甄阜を頼った。甄阜は岑彭が棘陽を固守しなかったことに怒り、母と妻を捕らえさせて、岑彭に勇戦させた。甄阜が戦死すると、岑彭は宛に帰って城守した。更始元年（23年）5月末、城中量尽きて人が相食むようになり、遂には降った。漢の諸将は誅すべしと言うが、大司徒劉縯は「郡の重役であれば、堅守するは節と言うもの。今、大事を成さんとすれば、まさに義士は顕かにすべし。これを封じて、続くものを励ますに如かず」と助け、更始帝は岑彭を帰徳侯と為し、劉縯に帰属させた。
劉縯が更始帝に殺害された後には、岑彭は大司馬朱鮪の校尉となり功を上げた。その後、潁川太守として任地に赴かんとするが、劉秀の親族の劉茂が厭新将軍として潁川・汝南を降す故、同郷人の河内太守韓歆に従った。劉秀が河内懐県に到るに当って、岑彭は止めんとするも韓歆は城守せんとし、劉秀が既に懐県に到れば、韓歆は慌ててこれを迎えて降った。劉秀・韓歆の謀を知って怒り、斬ろうとした。岑彭は召見されるや自ら「我は大司徒劉縯に命を助けてもらいましたが、その恩に報いることなく、大司徒劉公は禍難を被り、我は心残りに思っていました。またここで蕭王と遭遇すれば、願わくは一身をもって尽くさん」と言った。劉秀は岑彭を受け入れ、岑彭が大豪族の出自で使えますと進言したため、韓歆を許した。岑彭が呉漢と共に更始帝の尚書令謝躬の軍を奪取した後、劉秀は岑彭を刺姦大将軍と為して兵を監督させた。岑彭は劉秀の河北平定に従軍した。
建武元年（25年）、劉秀が皇帝に即位すると、廷尉と為り、そのまま帰徳侯を受けた。この時期、岑彭ら十一将が守将の朱鮪の洛陽を包囲し数月して降せずにいたが、嘗て岑彭は朱鮪の校尉であったことより、光武帝は岑彭に朱鮪を説得させた。朱鮪は劉縯殺害と劉秀の河北への転出妨害のため、劉秀に恨まれていることを畏れていたが、劉秀は大事の前の小事と岑彭に朱鮪の爵土を保証し、これによって朱鮪・洛陽は降った。この後、岑彭は荊州の賊軍平定を命じられた。
建武2年（26年）、荊州を撃ち、犨・葉など十余の城を攻略。同年秋には杏を攻めて許邯を下し、その功により征南大将軍に任命された。呉漢の掠奪に怒った鄧奉が南陽で反乱を起こすと、岑彭は朱祜・賈復・耿弇・王常・郭守・劉宏・劉嘉・耿植らとともに討伐に当たった。堵郷を先に攻めると鄧奉は董訢を救援し、鄧奉・董訢は孰れも南陽の精鋭を率いていたために降す事が出来なかった。
建武3年（27年）、光武帝（劉秀）が親征して葉まで至ると、董訢の別将が数千人を率いて行く手を遮ったが、岑彭は直接出向いてこれを大破した。夏四月、光武帝が堵郷へ至ると鄧奉は夜間に淯陽へ逃走し、董訢は降伏した。岑彭は耿弇・賈復・傅俊・臧宮らとともに鄧奉を小長安まで追撃し、光武帝は諸将を率いてこれを大破した。進退窮まった鄧奉が降伏してくると、光武帝は彼が古くからの功臣である事や、反乱のそもそもの原因が呉漢の手落ちである事を鑑みて全面的に赦そうとしたが、岑彭と耿弇が反対意見を出したため、結局鄧奉は処刑される事となった。
光武帝は洛陽へ戻ると、岑彭に臧宮・傅俊・劉宏ら三万余を率いさせ、黎丘の群雄秦豊を討たせた。黄郵を抜くと秦豊とその大将である蔡宏が鄧にて岑彭らを阻み、数カ月間進む事が出来なかった。光武帝は岑彭が手を抜いているのではと訝り、恐懼した岑彭は兵馬を整え、軍中に命令を出して明け方に西方の山都を攻撃させた。かくて捕虜の縄を緩めて逃亡出来るように仕向け、（逃げ出した捕虜は）戻って秦豊へ報告した。秦豊は即刻その軍勢をまとめて西に岑彭を迎え撃とうとした。岑彭はそこで密かに兵に沔水を渡らせ、阿頭山にて秦豊の将である張楊を撃ち、これを大破した。川に沿って谷間の木を伐り道を開き、真っ直ぐに黎丘を襲撃して諸々の屯営していた兵を撃破した。秦豊はこれを聞いて大いに驚き、急ぎ救援に赴いたが、岑彭は諸将とともに東の山地に依りて幕営を築いており、秦豊と蔡宏は夜間に太鼓を鳴らして攻め込んだが、岑彭は予めその備えを設けており、兵を出してこれを迎え撃った。秦豊が敗走すると、追撃を掛けて蔡宏を斬った。この功績により、岑彭は新たに舞陰侯に封じられた。
建武4年（28年）、秦豊の宰相である趙京が宜城を挙げて降伏し、拝されて成漢将軍となり、岑彭とともに黎丘に秦豊を包囲した。夷陵にて多勢を擁していた田戎は、秦豊が包囲を受けていると聞いて降伏しようと考えており、春、妻の兄の辛臣を夷陵に留め、自らは兵を率いて長江に沿って沔水を遡り、黎丘へと止まった上で投降の期日を定めた。ところが、辛臣が後方にて田戎の珍宝を盗み取り、間道を伝って先に岑彭に降伏しており、疑心暗鬼に陥った田戎は反対に秦豊と結託してしまった。岑彭は兵を出撃させて田戎を攻め、数カ月でこれを大破した。その大将である伍公が岑彭を詣でて降伏してきたため、田戎は夷陵へと逃げ帰った。十二月、光武帝は黎丘に御幸して軍を慰労し、岑彭の官吏や士卒で功績があった百余人を封じた。岑彭は三年余りで秦豊の手勢九万を斬首し、その余兵は僅か千人、城中の食糧が尽きるほどまでに追い詰めた。光武帝は弱体化した秦豊に対して、朱祜を岑彭に交替させた。

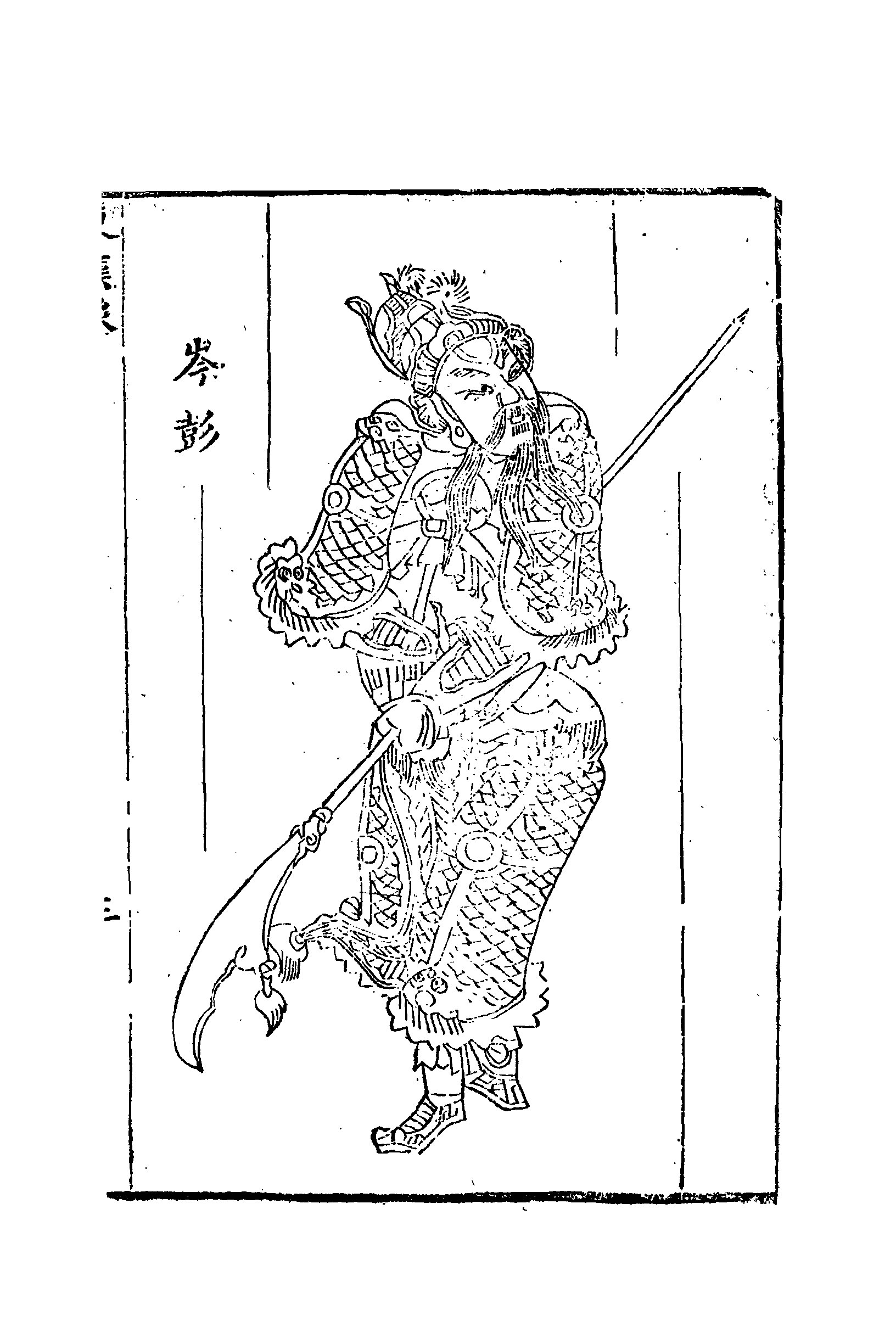
岑彭

建武5年（29年）、傅俊らと田戎を津郷に撃って破り、夷陵を抜いて秭歸まで至り、その妻子や士卒数万の悉くを虜とした。敗れた田戎は、蜀の公孫述を頼って落ち延びた。岑彭は蜀漢を征伐せんとしたが、穀物が少ない上に水流が険しく、漕運が困難であったため、そこで威虜将軍の馮駿を江州、都尉の田鴻を夷陵、領軍の李玄を夷道に布陣させ、自らは兵を引き連れて津郷へ駐屯し、荊州の要衝で合流せんと考え、諸蛮夷に対して、降伏してきた者は上奏してその地の長官に封じると諭告した。岑彭は交阯牧の鄧讓と親善であり、彼に書状を与えて国家の威徳を陳べる一方、偏将軍の屈充をして江南へ檄文を伝えさせ、詔命を班行させた。かくて鄧譲と、江夏太守の侯登・武陵太守の王堂・長沙相の韓福・桂陽太守の張隆・零陵太守の田翕・蒼梧太守の杜穆・交阯太守の錫光らが互いに統率し合い、使者を遣って貢献してきたため、悉くが封じられて列侯となった。子を遣わして兵を率いさせ、岑彭の征伐を助けようとする者もおり、こうして、江南の珍物が初めて流通するようになった。
建武6年（30年）、京師を詣で、厚い賞賜を加えられた。再び南方の津郷へ戻り、本家を通過した際に祭祀を行った。
建武8年（32年）、兵を引き連れて光武帝の隗囂親征に従い、隗囂を呉漢と共に囲んだ。この時、公孫述の部将である李育が兵を率いて隗囂を救援し、上邽を守っていた。秋八月、光武帝は蓋延・耿弇を留めてこれを囲ませ、東へと帰還した。光武帝は岑彭に書状をして勅語し 、岑彭はかくて谷水を遮って西城へと注ぎ込んだが、城が一丈余も水没せぬうちに隗囂の将である行巡・周宗が蜀の救援兵を率いて到り、隗囂は脱出して冀城へと逃げ延びた。食糧が尽きてしまった漢軍は輜重を焼き、兵を引き連れて隴を下り、蓋延・耿弇もまた退却した。隗囂は兵を出撃させて後尾から諸屯営を攻撃してきたが、岑彭が殿軍として後方を拒いだため、諸将は手勢を保ったまま東へと帰還する事ができた。岑彭は津郷へ戻った。
建武9年（33年）、公孫述は部将の任満・程汎や新たに傘下に入った田戎に数万人を率いさせ、枋箄（木で作った筏）に乗って江関を下り、岑彭の配備した各将、馮駿及び田鴻・李玄らを撃破した。かくて夷道・夷陵を抜くと荊門・虎牙に據り、江水に横たわる浮橋・闘楼を築き欑柱を立てて水路を絶ち、山上に幕営を結んで漢兵を拒んだ。岑彭はたびたびこれを攻めたが勝利する事が出来ず、そこで楼船・冒突・露橈などの数千艘を整備し、水軍を拡充した。
建武11年（35年）、岑彭は呉漢及び誅虜将軍の劉隆・輔威将軍の臧宮・驍騎将軍の劉歆らとともに南陽・武陵・南郡から兵士を徴発、一方で桂陽・零陵・長沙の操舵兵を輸送し、凡そ六万余人、騎馬五千匹を荊門に集めた。操舵兵の出動に関して、呉漢から中止すべきという意見が出たため、岑彭が上書して光武帝の裁可を仰ぐと、光武帝は「大司馬（呉漢）は歩兵や騎兵を用いる事には習熟しているが水戦には通暁していない。荊門の事業については一切を征南公（岑彭）に委ねて重きを為すのみである」として、軍を岑彭に一任した。岑彭はそこで軍中に命じて浮橋を攻撃する人員を募り、先に到達した者に最上の褒賞を与えるとし、かくて偏将軍の魯奇が募集に応じて進軍した。この時の天候は風が猛り狂っており、魯奇の船は水流に逆らって遡上、直ぐに浮橋へ辿り着いたが、欑柱が引っかかって退却する事が出来なくなった。魯奇らは勢いに乗じて死に物狂いで戦い、松明を飛ばしてこれを燃やすと、風が吹き荒れて火の勢いが増し、橋樓は焼け崩れていった。岑彭はふたたび全軍で風に順って並進し、向かう所敵なし、蜀の兵は大いに乱れ、数千人の溺死者が出た。任満を斬り、程汎を生け捕りにしたが、田戎は逃亡して江州を保った。岑彭は上奏して劉隆を南郡太守とし、自らは臧宮・劉歆を率いて長駆して江関へと入り、軍中に掠奪を行わぬよう命を出した。そのために、百姓はみな牛を奉じ、酒で迎えて慰労しようとした。岑彭は耆老らに見えると、「大漢は巴蜀が久しく、虜役とされている事を哀憫したために、師を興して遠方を伐っているが、罪有る者を討伐して、人々の害悪を除く為である」と述べ、謙譲して彼らの牛や酒は受け取らなかった。百姓は皆大喜びし、争って門を開き、降伏してきた。詔によって岑彭が益州牧を代行する事となり、下した郡については、その都度太守の事業を兼行する事になった。江州へと到った岑彭は、田戎の食糧が多い事からすぐに抜く事は難しいと考え、馮駿を留めてその場を守らせると、自らは兵を率い、勝利に乗じて墊江へと直行、平曲を攻め破り、その米穀十数万石を収めた。公孫述はその部将の延岑・呂鮪・王元、及びその弟の公孫恢に兵の悉くにて広漢及び資中を防がせ、一方で部将の侯丹に二万を預けて黄石の守備に当たらせた。岑彭はそこで、護軍の楊翕、臧宮に延岑らを防がせると、自らは兵を分けて船で江水を下って江州へと戻り、都江を遡上して侯丹を襲撃、これを大破した。昼夜兼行で二千余里を駆け抜け、道中で武陽を抜き、精鋭騎兵を広都へ馳せさせ、成都から去る事数十里、勢いは風雨の如くで、岑彭が至る所では誰もが逃げ散っていった。当初、公孫述は漢兵が平曲にいると聞いていたため、兵を大挙させてこれを迎え撃ったのであるが、岑彭が武陽へと至り、迂回して延岑軍の背後に出現したために、蜀人は挙って戦慄、公孫述は杖で地面を叩き、「これは、なんという神業だ」と驚愕したという。江州から武陽まで、神速の用兵術を見せた岑彭であったが、公孫述の刺客の手に倒れた。諡は壮侯。軍を引き継いだ呉漢は公孫述・蜀を降した。

## 人柄・逸話
- 兵才がある。秦豊との戦いでは、西方を攻めると宣言して、捕虜をわざと逃がし、夜中に河を渡って、捕虜の情報を信じて全軍を率いて出陣した秦豊の抜け殻の陣を攻め、その東に陣営し、夜中に襲ってくることを予期して、これを返り討ちとした（声東撃西[6]）。公孫述との戦では、電撃戦を敢行する。まず配下の臧宮らに公孫述下の延岑に当らせた後、知られぬ間に河を下って江州に戻り、成都江を遡って公孫述の将の侯丹を破り（金蝉脱殻）、夜中に行程を倍にして武陽を降し、精鋭の騎兵を広都に馳せさせる。当初、岑彭が平曲にいると聞いた公孫述は延岑らに大兵を以って迎え撃たせたが、その延岑の背後に岑彭が現れたと聞いて「これは神業か」と驚愕した。
- 軍を規律正しく統率し、僅かばかりも掠奪を行わなかったと評される。そのために、岑彭の行くところ、郡県は争って降った。
- 邛穀王の任貴は、岑彭の威信を聞いて数千里から使者を遣わして降伏を願い入れたが、その折に岑彭はすでに薨じており、光武帝は任貴の献上してきた物を全て岑彭の妻子に下賜した。
- 後年、張嶷は岑彭と来歙が刺客によって殺害されたことを例に挙げて費禕を戒めている。

## 関連記事
- 新末後漢初